# Peloponès
El Peloponès o Peloponnès (en grec Πελοπόννησος; pronúncia moderna Pelopónnisos; pronúncia clàssica Pelopónnēsos) és una extensa península del sud de Grècia, situada més avall del golf de Corint. Durant l'edat mitjana se solia anomenar Morea. Forma també una de les regions o perifèries de Grècia (15.490 km² i 650.310 habitants el 2005), subdividida en els nomoí o departaments d'Arcàdia, Argòlida, Coríntia, Lacònia i Messènia. Cal tenir en compte, però, que els departaments d'Acaia i l'Èlida, que comprenen la part nord-occidental de la península, estan adscrits a la regió de la Grècia Occidental.

## Geografia
El Peloponès té una superfície de 21,549 km² i una població d'1.180.389 habitants (2005). Constitueix la part més meridional de la Grècia continental, tot i que des de la construcció del canal de Corint el 1893 es pot considerar tècnicament una illa. Té dos punts d'unió amb la resta de Grècia, un de natural a través de l'istme de Corint i un d'artificial mitjançant el pont Rio-Antírrio, inaugurat el 2004.
La península té unes costes molt retallades, accidentades per multitud de caps, golfs i badies a causa del relleu muntanyós, que culmina a la serralada del Taíget a 2.410 m d'altitud. El Peloponès s'obre en quatre penínsules que es projecten cap al mar en direcció sud, tres a l'extrem meridional (Messènia, Mani i la del cap Maleas) i una al nord-est, l'Argòlida.
Vora les costes del Peloponès, trobem dos grups d'illes: a l'est, les Argosaròniques i a l'oest les Jòniques. L'illa de Citera, prop de la península que acaba al cap Maleas, es considera part de les illes Jòniques.

## Història

### Etimologia de Peloponès i Morea
La península ha estat habitada des de la prehistòria. El nom de Peloponès/Peloponnès deriva de l'antiga mitologia grega, i específicament de Pèlops, heroi llegendari que es diu que va conquerir tota la regió. Així doncs, el nom clàssic de Peloponnesos significa 'illa de Pèlops'. A l'edat mitjana, com ja s'ha dit, la península fou coneguda com la «Morea». Segons l'etimologia popular, això deriva del fet que els croats la van trobar plena de moreres, utilitzades per a la pròspera indústria de la seda.

### Edat antiga
La primera gran civilització de l'antiga Grècia, la civilització micènica o egea, va dominar el Peloponès en l'edat del bronze arran del poder i la fortalesa de Micenes, al nord-est de la península. Durant l'antiguitat clàssica, el Peloponès es trobava al centre de totes les històries, ja que posseïa algunes de les ciutats estat més poderoses i s'hi van desenvolupar terribles i sagnants batalles. Aquí hi havia les ciutats d'Esparta, Corint, Argos i Megalòpolis i és on s'originà la Lliga del Peloponnès. La península es va veure involucrada en les guerres mèdiques i fou l'escenari de la Guerra del Peloponnès (431 aC-404 aC). Va caure en poder de la República romana el 146 aC i va esdevenir-ne la província d'Acaia.

### Edat mitjana
A continuació, el Peloponès fou governat per l'Imperi Romà d'Orient, si bé moltes de les seves regions es van perdre arran de les invasions veneciana i franca. Els francs van fundar el principat d'Acaia a la meitat nord de la península, el 1205, mentre que els venecians es van establir en diversos ports de la costa, com Monembasia, Pilos i Coró fins ben entrat el segle xv. Les seves costes també van veure invasions catalanes, com la de Clarença (l'actual Killini, al nord-oest del Peloponès), duta a terme per Ferran de Mallorca, que s'apoderà de la quasi totalitat del territori entre 1315 i 1316; la ciutat ja havia patit anys abans (1292) l'atac de Roger de Lloria, i més tard, el 1430, va tornar a ser ocupada pels catalans durant poc de temps.
Els romans d'Orient van mantenir el control de la part meridional de la península, on exercien el govern del Despotat de Morea des de la ciutat fortificada de Mistràs, prop d'Esparta. Van tenir la seva època daurada des de mitjan segle xiii fins a mitjan segle xv, en què es va produir la conquesta otomana (1458-1460).

### Edat moderna
Si bé els venecians van ocupar parts de la península entre 1699 i 1718, el control turc fou ben sòlid fins al final i tan sols es veié destorbat per rebel·lions esporàdiques a Manïa.
Vegeu: Morea otomana.

### Edat contemporània
La gent del Peloponès va tenir un paper significatiu en la Guerra d'Independència de Grècia; de fet, la guerra va començar precisament en aquesta península, quan els rebels es van apoderar de Calamata el 21 de març del 1821. La decisiva batalla naval de Navarino va tenir lloc davant de Pilos, a la costa occidental del Peloponès (1827), i la ciutat de Nàuplia, a la costa oriental, va esdevenir la seu del primer parlament de la Grècia independent.
Durant els segles xix i xx, la regió va passar a ser un lloc relativament pobre i endarrerit i una part significativa de la població va emigrar cap a les ciutats, especialment Atenes, i cap a altres països com els Estats Units i Austràlia. Es va veure greument afectada durant la Segona Guerra Mundial i la Guerra Civil grega, quan va experimentar algunes de les pitjors atrocitats comeses a Grècia durant aquests conflictes bèl·lics. La situació ha millorat des d'aleshores, sobretot d'ençà que Grècia va entrar a la Unió Europea el 1981 i des que hi va començar a despuntar el turisme. Tanmateix, el Peloponès continua sent una de les parts més pobres del país. És conegut com una de les regions més tradicionals i conservadores de Grècia i és el feu del partit dretà Nova Democràcia (Nea Dimokratia).

## Ciutats
Les ciutats principals del Peloponès actual són, segons el cens del 2001:
- Patres (169.242 habitants).
- Calamata (54.065 habitants).
- Corint (30.434 habitants).
- Trípoli (28.976 habitants).
- Argos (25.068 habitants).
- Pirgos (24.765 habitants).
- Ègio (21.966 habitants).
- Esparta (16.473 habitants).
- Nàuplia (13.124 habitants).

## Recintes arqueològics
El Peloponès té un bon nombre de recintes arqueològics de consideració, corresponents a antigues ciutats les restes de les quals van des de l'edat del bronze fins a l'edat mitjana. Entre les més notables, en podem esmentar:
- Epidaure (antic centre religiós i de salut).
- Esparta (l'eterna rival d'Atenes).
- Messene (ciutat antiga).
- Micenes (ciutat fortificada de la Grècia arcaica).
- Mistràs (antiga ciutat medieval propera a Esparta).
- Monembasia (ciutat fortificada medieval, l'antiga Malvasia).
- Olímpia (seu dels Jocs Olímpics).
- Tegea (antic centre religiós).
- Tirint (antic emplaçament fortificat).